# Miami Heat 2003-2004
La stagione 2003-04 dei Miami Heat fu la 16ª nella NBA per la franchigia.
I Miami Heat arrivarono secondi nella Atlantic Division della Eastern Conference con un record di 42-40. Nei play-off vinsero il primo turno con i New Orleans Hornets (4-3), perdendo poi la semifinale di conference con gli Indiana Pacers (4-2).

## Risultati
| Squadra            | V  | P  | PCT  | GB |
| ------------------ | -- | -- | ---- | -- |
| N.J. Nets          | 47 | 35 | 57,3 | -  |
| Miami Heat         | 42 | 40 | 51,2 | 5  |
| N.Y. Knicks        | 39 | 43 | 47,6 | 8  |
| Boston Celtics     | 36 | 46 | 43,9 | 11 |
| Philadelphia 76ers | 33 | 49 | 40,2 | 14 |
| Wash. Wizards      | 25 | 57 | 30,5 | 22 |
| Orlando Magic      | 21 | 61 | 25,6 | 26 |

## Roster
| N° | Naz.                     | Ruolo | Sportivo       | Anno | Alt. | Peso \|\| |
| -- | ------------------------ | ----- | -------------- | ---- | ---- | --------- |
| 1  | Stati Uniti (bandiera)   | AC    | Loren Woods    | 1978 | 216  | 109       |
| 3  | Stati Uniti (bandiera)   | G     | Dwyane Wade    | 1982 | 193  | 96        |
| 4  | Stati Uniti (bandiera)   | GA    | Caron Butler   | 1980 | 201  | 98        |
| 6  | Stati Uniti (bandiera)   | GA    | Eddie Jones    | 1971 | 198  | 86        |
| 7  | Stati Uniti (bandiera)   | G     | Lamar Odom     | 1979 | 208  | 100       |
| 11 | Stati Uniti (bandiera)   | G     | Rafer Alston   | 1976 | 188  | 78        |
| 12 | Stati Uniti (bandiera)   | G     | Bimbo Coles    | 1968 | 185  | 82        |
| 15 | Cina (bandiera)          | C     | Wang Zhizhi    | 1977 | 213  | 116       |
| 20 | Nuova Zelanda (bandiera) | G     | Kirk Penney    | 1980 | 196  | 100       |
| 22 | Stati Uniti (bandiera)   | A     | John Wallace   | 1974 | 203  | 102       |
| 24 | Stati Uniti (bandiera)   | A     | Jerome Beasley | 1980 | 208  | 108       |
| 32 | Stati Uniti (bandiera)   | A     | Tyrone Hill    | 1968 | 206  | 109       |
| 35 | Stati Uniti (bandiera)   | A     | Malik Allen    | 1978 | 208  | 116       |
| 40 | Stati Uniti (bandiera)   | A     | Udonis Haslem  | 1980 | 203  | 104       |
| 44 | Stati Uniti (bandiera)   | A     | Brian Grant    | 1972 | 206  | 115       |
| 45 | Stati Uniti (bandiera)   | GA    | Rasual Butler  | 1979 | 201  | 93        |
| 52 | Stati Uniti (bandiera)   | A     | Samaki Walker  | 1976 | 206  | 109       |

## Staff tecnico
- Allenatore: Stan Van Gundy
- Vice-allenatori: Bob McAdoo, Erik Spoelstra, Keith Askins
- Preparatore fisico: Bill Foran